# 鹿島バスセンター

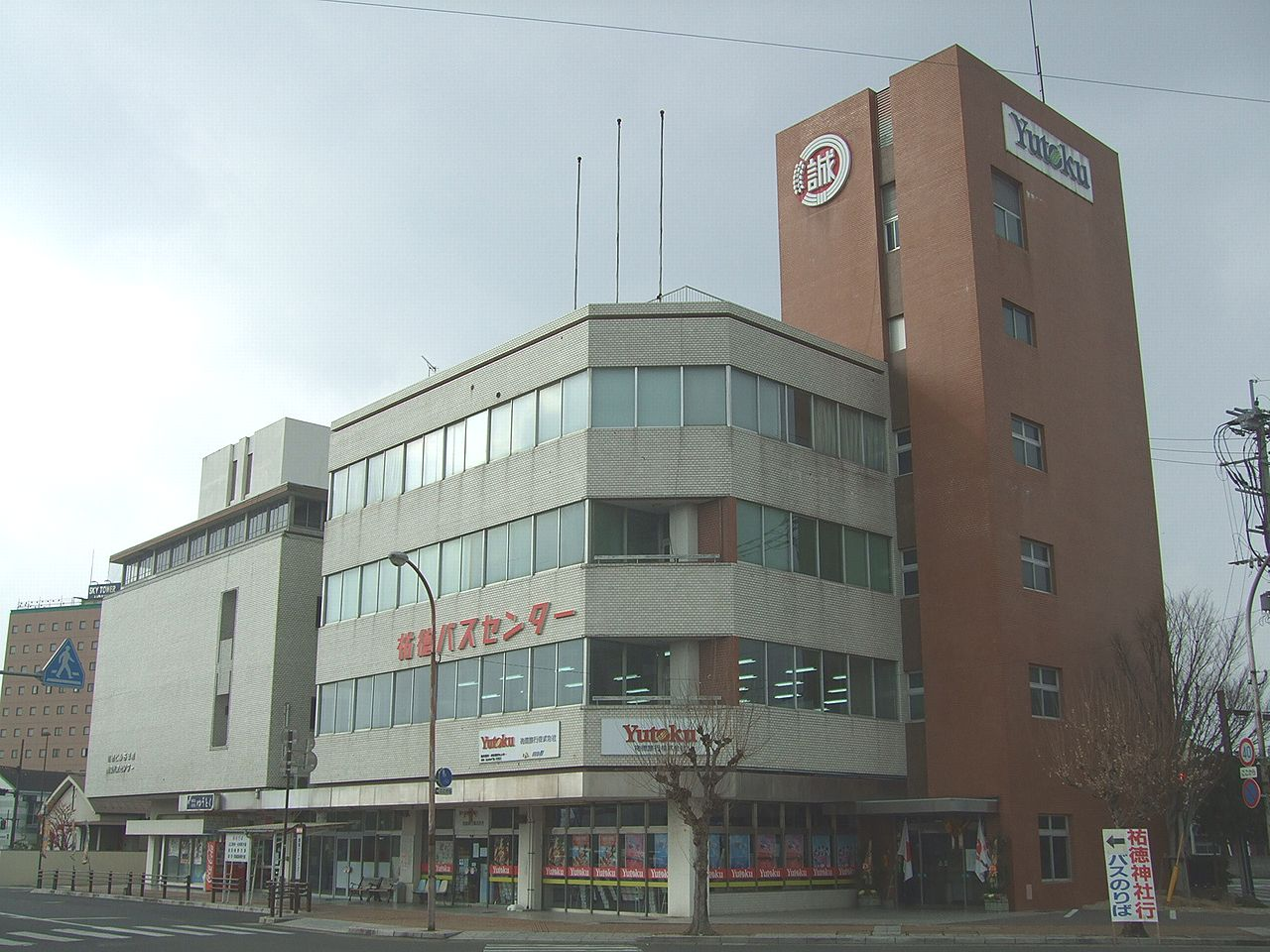
鹿島バスセンターと祐徳自動車本社

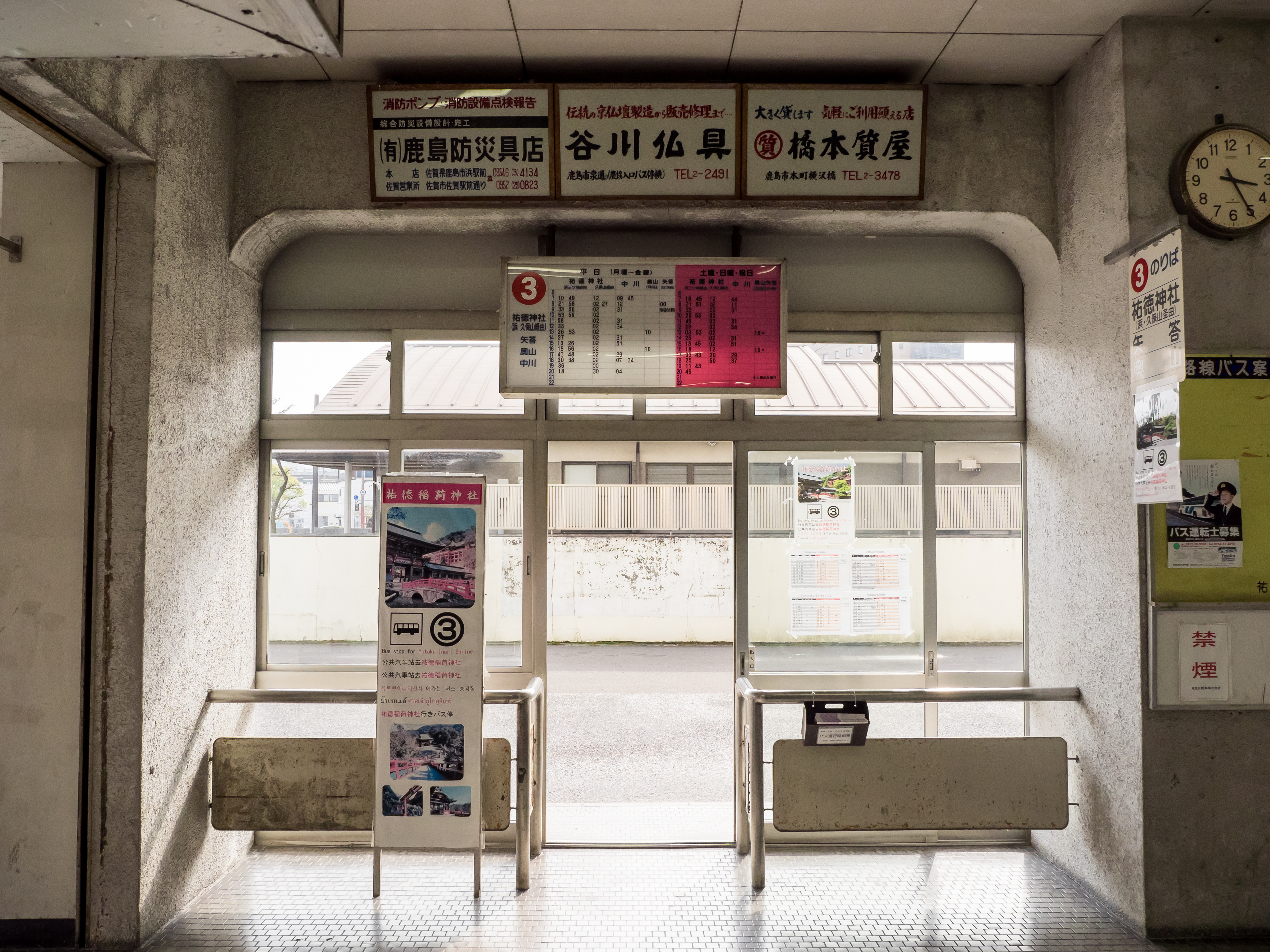
鹿島バスセンターの内部

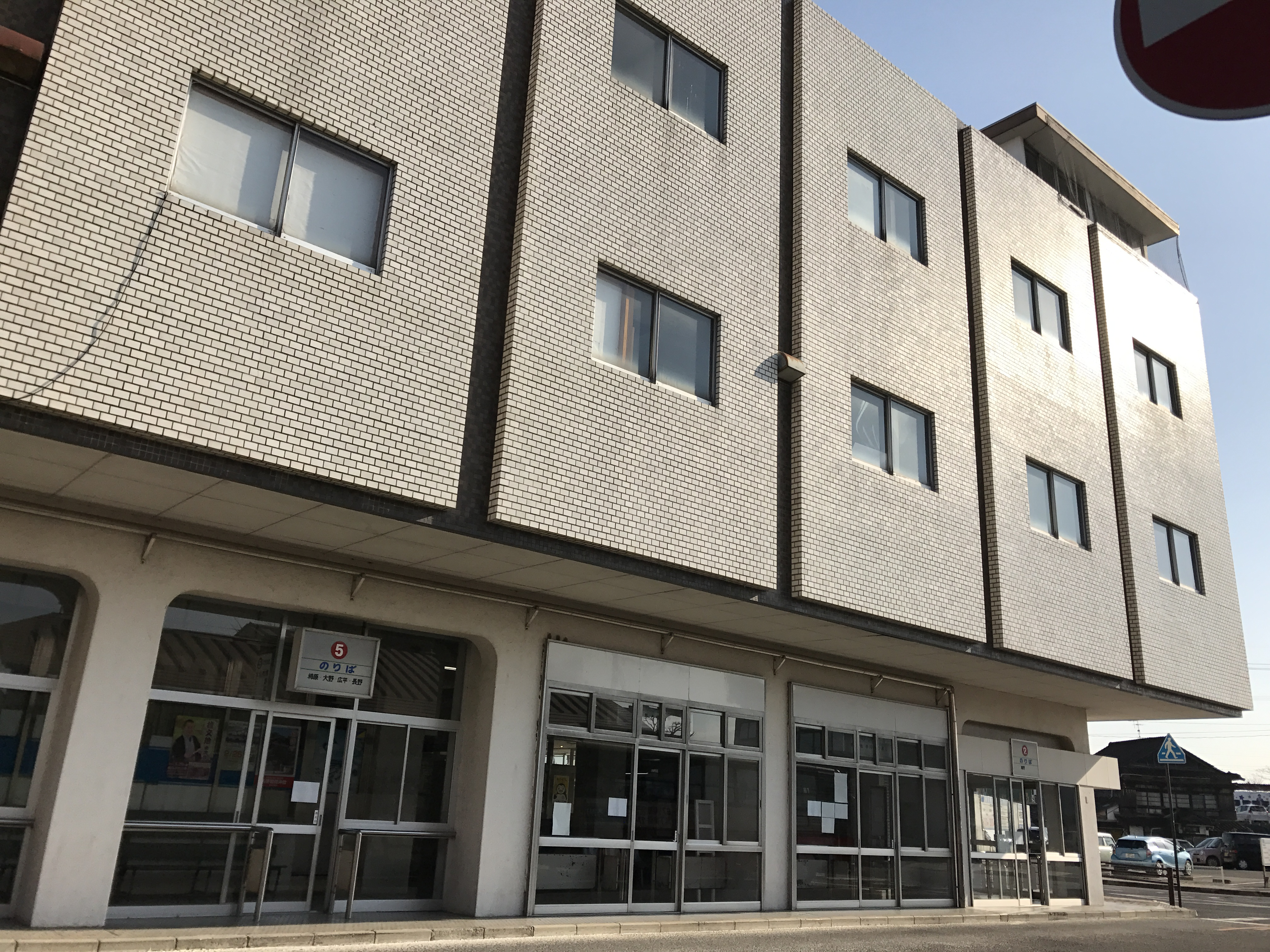
南側から見たバスセンター

鹿島バスセンター（かしまバスセンター）は、佐賀県鹿島市大字高津原に所在する祐徳自動車のバスターミナル。JR九州肥前鹿島駅前にある祐徳自動車本社ビルに隣接して設置されている。鹿島市が主導する肥前鹿島駅周辺整備計画に合わせて、老朽化により2023年度末までに廃止・解体されることが決定している。

## 概要
1968年（昭和43年）6月、肥前鹿島駅前に建築された「鹿島駅前バスターミナルビル」の1階部分に設置された。
待合室を中心に、カギ型にバスのりばが配置されており、待合室内には乗車券売り場と土産物などを扱う売店がある。またビル全体としてはトイレなどの設備があるほか、スポーツ用品店などいくつかのテナントが入居している。
隣接する祐徳自動車本社ビル1階には、祐徳グループの旅行会社である祐徳旅行株式会社の店舗（鹿島営業所）が入居している。

### バスセンターの廃止と解体
2021年（令和3年）9月15日、祐徳自動車は本社ビルおよび併設する鹿島バスセンターを老朽化のため解体し、本社ビルを新築する方針を発表。2023年度末までに解体工事に着手する予定とした。
翌2022年（令和4年）11月16日、鹿島市による肥前鹿島駅周辺整備計画の第1弾として新本社ビルの起工式を行った。新本社ビルは2023年9月竣工を予定し、旧本社ビル・鹿島バスセンターの向かい側に移転新築する。旧本社ビルと鹿島バスセンターは解体し、駅周辺整備計画で公共交通ロータリーを設置するため、本社ビルにはバスターミナルは併設せず、鹿島バスセンターは廃止されることが正式に決定。2023年度末までに解体工事に着手する。

## バスのりば

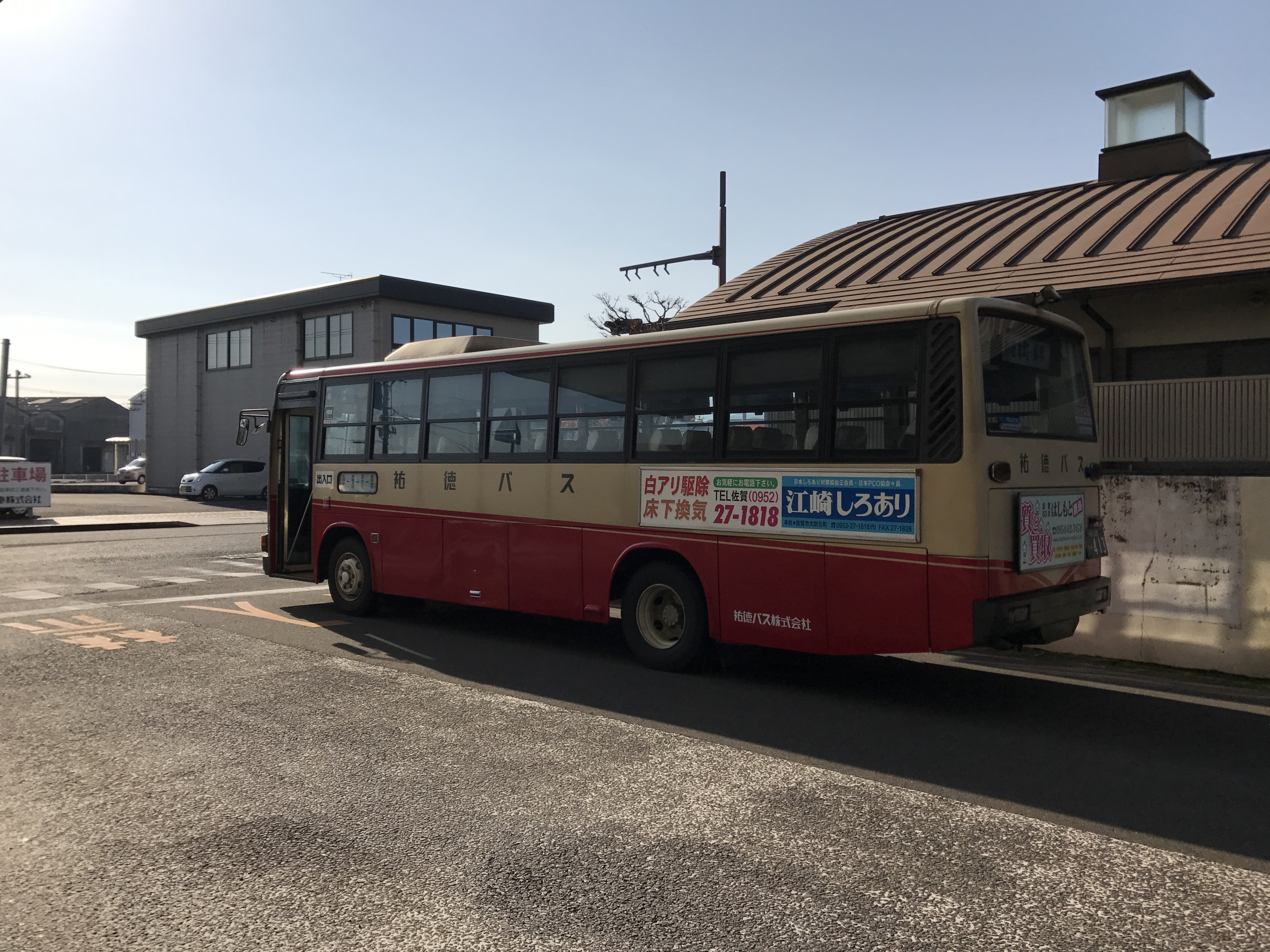
バスセンターに停車中の一般路線車

すべて一般路線バスまたはコミュニティバス。福岡や熊本方面への高速バスも発着していたが全線廃止された。尚、WILLER EXPRESS大阪線・広島線は運行開始当初より佐賀駅バスセンターを発着地としており、当バスセンターを経由しない。
1番のりば
- 佐賀線：山口駅前・佐賀駅バスセンター
- 祐徳線：嬉野市役所塩田庁舎・武雄温泉駅（下西山車庫）
- 嬉野線：嬉野市役所塩田庁舎・嬉野温泉（湯の田）

2番のりば
- 吉田線：羽口坂・嬉野温泉（湯の田）

3番のりば
- 佐賀線・祐徳線：浜三ツ角・祐徳神社
- 嬉野線：久保山・祐徳神社
- 奥山線：久保山・祐徳神社・奥山
- 吉田線：鹿島中川

4番のりば
- 太良線：多良駅前・糸岐本町・大浦駅前・竹崎港
- 鹿島市内循環バス

5番のりば
- 能古見線：辻宿・尾崎
- 大野線：辻宿・大野